# 麻栗坡骨碎补
麻栗坡骨碎补（学名：Davallia brevisora）为骨碎补科骨碎补属下的一个种。